# Недан
Не́дан (болг. Недан) — село у Великотирновській області Болгарії. Входить до складу общини Павликени.

## Населення
За даними перепису населення 2011 року у селі проживали 1307 осіб.
Національний склад населення села:
| Національність   | Кількість осіб | Відсоток |
| ---------------- | -------------- | -------- |
| болгари          | 878            | 68,3%    |
| турки            | 399            | 31,1%    |
| цигани           | 4              | 0,3%     |
| інша             | 0              | 0%       |
| не визначились   | 4              | 0,3%     |
| Всього відповіли | 1285           |          |

Розподіл населення за віком у 2011 році:
Динаміка населення: